# Sophiane Méthot
Sophiane Méthot (Longueuil, 3 de agosto de 1998) es una deportista canadiense que compite en gimnasia en la modalidad de trampolín.
Participó en los Juegos Olímpicos de París 2024, obteniendo una medalla de bronce en la prueba individual.
Ganó dos medallas de bronce en el Campeonato Mundial de Gimnasia en Trampolín. en los años 2017 y 2019. Además, consiguió una medalla de bronce en los Juegos Mundiales de 2025.

## Palmarés internacional
| Juegos Olímpicos   | Juegos Olímpicos | Juegos Olímpicos  | Juegos Olímpicos |
| Año                | Lugar            | Medalla           | Prueba           |
| ------------------ | ---------------- | ----------------- | ---------------- |
| 2024               | París (Francia)  | Medalla de bronce | Individual       |
| Campeonato Mundial |                  |                   |                  |
| Año                | Lugar            | Medalla           | Prueba           |
| 2017               | Sofía (Bulgaria) | Medalla de bronce | Individual       |
| 2019               | Tokio (Japón)    | Medalla de bronce | Equipo           |